# Bombardeig d'Alacant (1938)
El bombardeig del 25 de Maig, també anomenat bombardeig d'Alacant o bombardeig del Mercat, és un atac aeri contra civils que va tindre lloc a la zona del Mercat Central de la ciutat d'Alacant (País Valencià) el 25 de maig de l'any 1938 per part de l'aviació feixista italiana. Va ser un dels atacs aeris més sagnants i indiscriminats ocorreguts durant la Guerra Civil espanyola.
El balanç de víctimes mortals és inexacte, amb una quantitat aproximada de 300 morts. Estudis realitzats sumen els 275 aproximadament que figuren en el registre del Cementeri Municipal (100 homes, 56 dones, més de 10 nens i més de 100 persones no identificades), un nombre indeterminat d'enterrats en localitats properes i més de 1000 ferits. Segons estudis i entrevistes posteriors als supervivents, les escenes ocasionades per tanta destrucció van ser dantesques, amb moltes baixes per decapitació. També va haver-hi morts en altres llocs de la ciutat, com la plaça de Gabriel Miró, el carrer de Vicente Inglada, les zones properes al Club de Regates i el carrer de Girona. Un altre dels edificis afectats va ser la seu central de l'antiga Caixa d'Estalvis del Mediterrani al carrer de García Hernández, avui anomenat de Sant Ferran.

## Fets
El Bombardeig del 25 de Maig formava part de la campanya de terror ordenada per les autoritats franquistes, després que les tropes rebels van arribar a la Mediterrània i van començar el consegüent avanç sobre València. Per aquestes mateixes dates, va haver-hi bombardejos sobre altres poblacions civils en tota la costa mediterrània, a càrrec dels avions italians que tenien com a base d'operacions l'illa de Mallorca, que no van cessar fins que es va iniciar la batalla de l'Ebre.

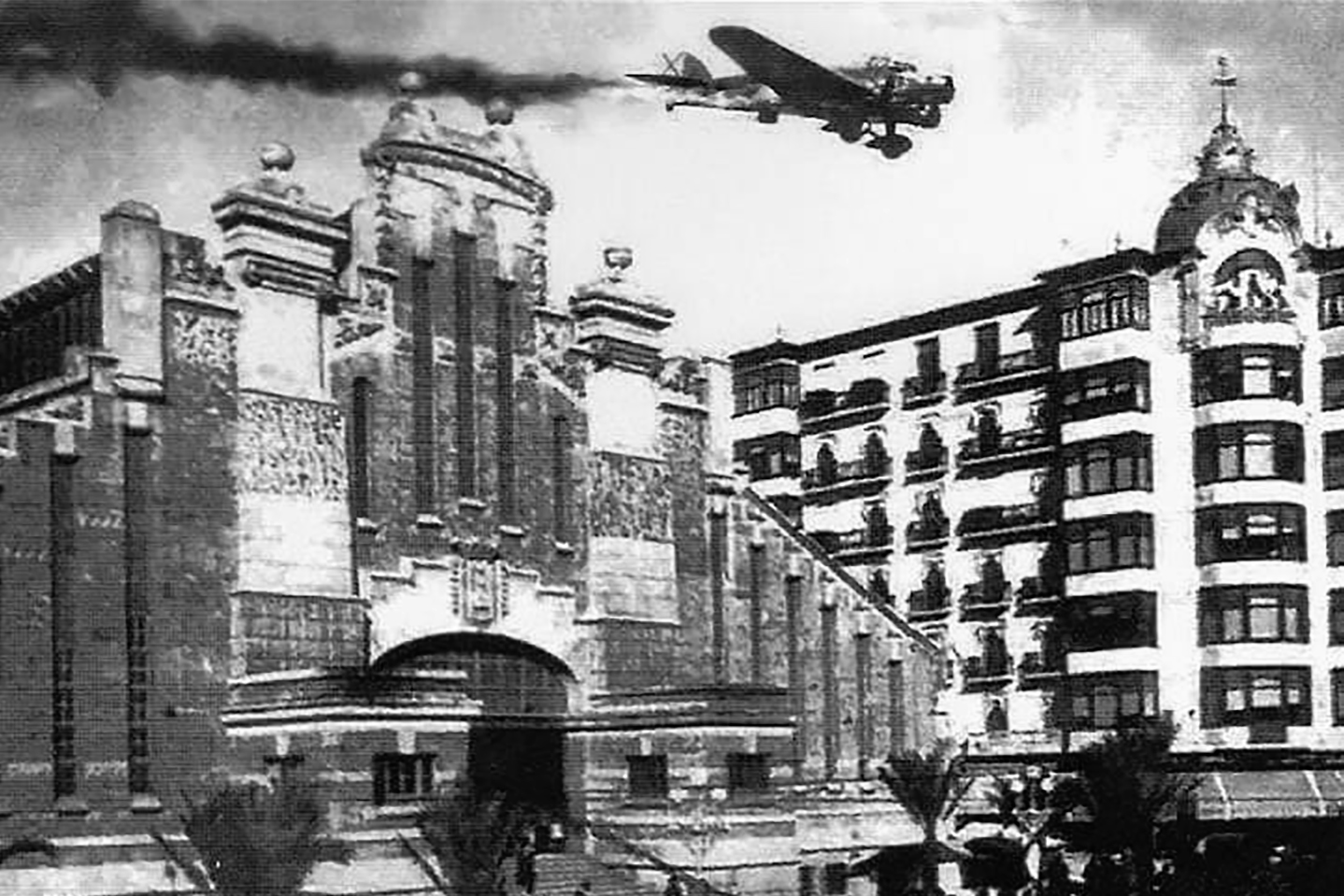
Imatge d'un dels avions caça italians durant el bombardeig del Mercat Central

A Alacant, al voltant de les 11:15 hores del dia 25 de maig de 1938, entre 7 i 9 avions Savoia SM-79 «Sparviero» del bàndol rebel, procedents de Mallorca, van llançar sobre la població d'Alacant al voltant de 90 bombes, algunes de les quals van encertaren el Mercat Central, replet de gent. La tripulació dels bombarders era italiana íntegrament, i els caps de les dues esquadrilles que van dur a terme l'atac, amb 4 minuts d'interval, foren els capitans De Prato i Zigiotti. La ciutat d'Alacant estava mal defensada, amb canons antiaeris en la seva majoria obsolets. En el proper aeròdrom de Rabassa no hi havia aquest dia cap avió de caça. Es comptava amb refugis antiaeris per a 38.000 persones, però l'alarma antiaèria no va funcionar, per la qual cosa els civils no van tenir temps per aixoplugar-se.

## Investigacions posteriors
El bombardeig d'Alacant i el de Granollers (que va tindre lloc sis dies després del d'Alacant), així com els atacs contra vaixells britànics van provocar protestes a Londres. La comissió britànica que va investigar el bombardeig va dictaminar que havia estat un atac deliberat contra la població civil. Les víctimes, en la seua majoria, van ser enterrades en fosses comunes del quadrant n. 12 del Cementiri Municipal d'Alacant i van romandre sense làpida ni cap recordatori fins a l'any 1995.
El bombardeig del 25 de Maig a Alacant ha romàs en la ignorància i l'oblit per causa de la por i la repressió exercida durant molts anys sobre la població alacantina, mentre que altres com el Bombardeig de Guernica han estat recordats gràcies al quadre de Picasso.

## Elements commemoratius
En l'actualitat, sols una modesta placa de ceràmica en castellà, col·locada el 25 de maig de 2006, recorda a les víctimes del bombardeig. A l'interior del mercat es pot observar també la sirena antiaèria, que no va arribar a sonar, al costat del rellotge que marca l'hora del bombardeig.
La Comissió Cívica per a la Recuperació de la Memòria Històrica va aconseguir un acord amb l'Ajuntament de la ciutat per col·locar un monument commemoratiu a la plaça del Mercat. Es preveia instal·lar en el paviment del sòl nou plaques d'alumini que representen els nou avions que van bombardejar la ciutat, amb 90 punts negres per cadascuna de les bombes que van caure sobre la ciutat. Així mateix, les plaques comptaran amb uns 300 forats emplenats amb terminals de fibra òptica, que cada migdia s'il·luminaran de color roig durant 10 minuts per commemorar als morts en la massacre. Aquesta mesura, però, no es va arribar a dur a terme.

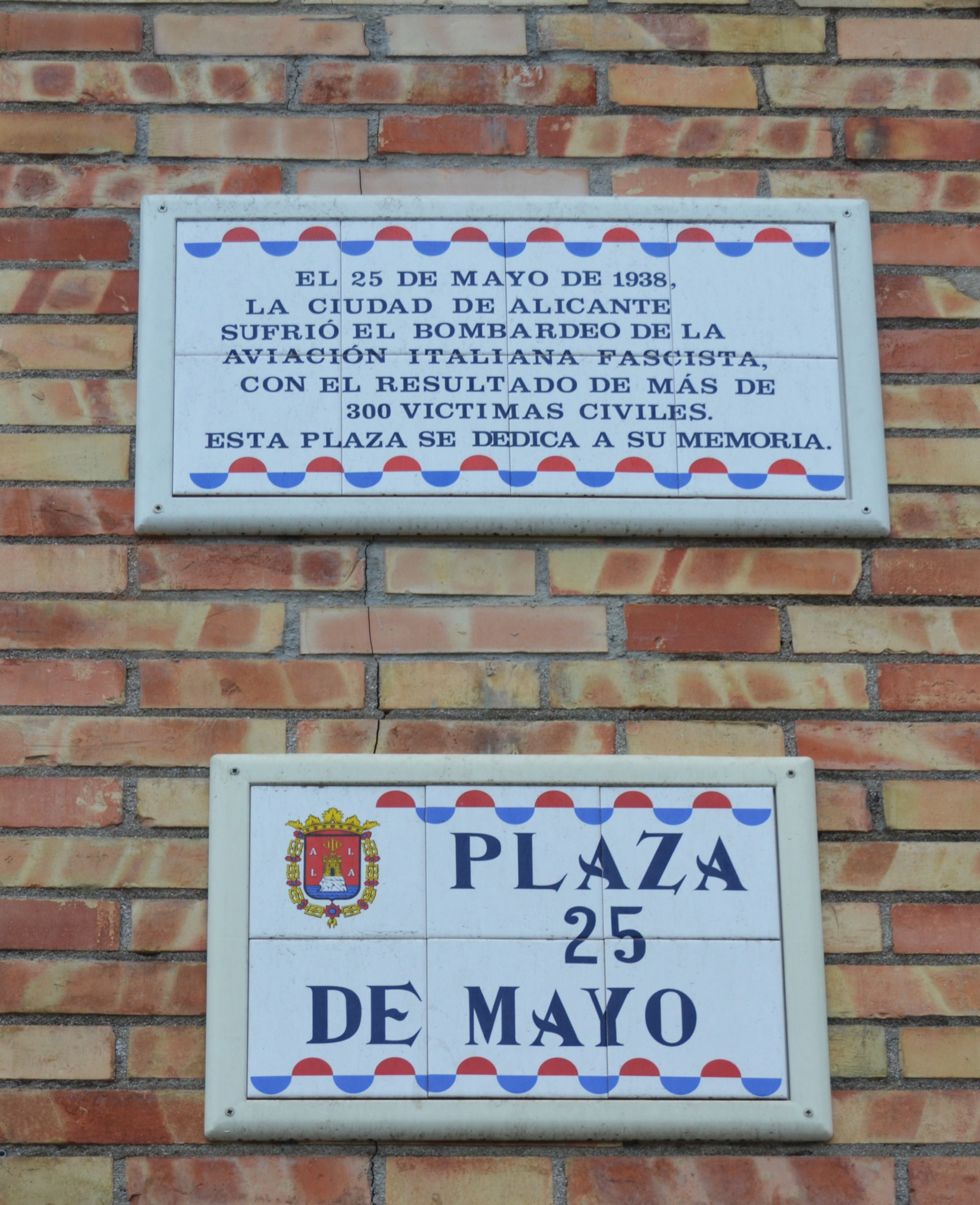
Placa en record del bombardeig d'Alacant de 1938
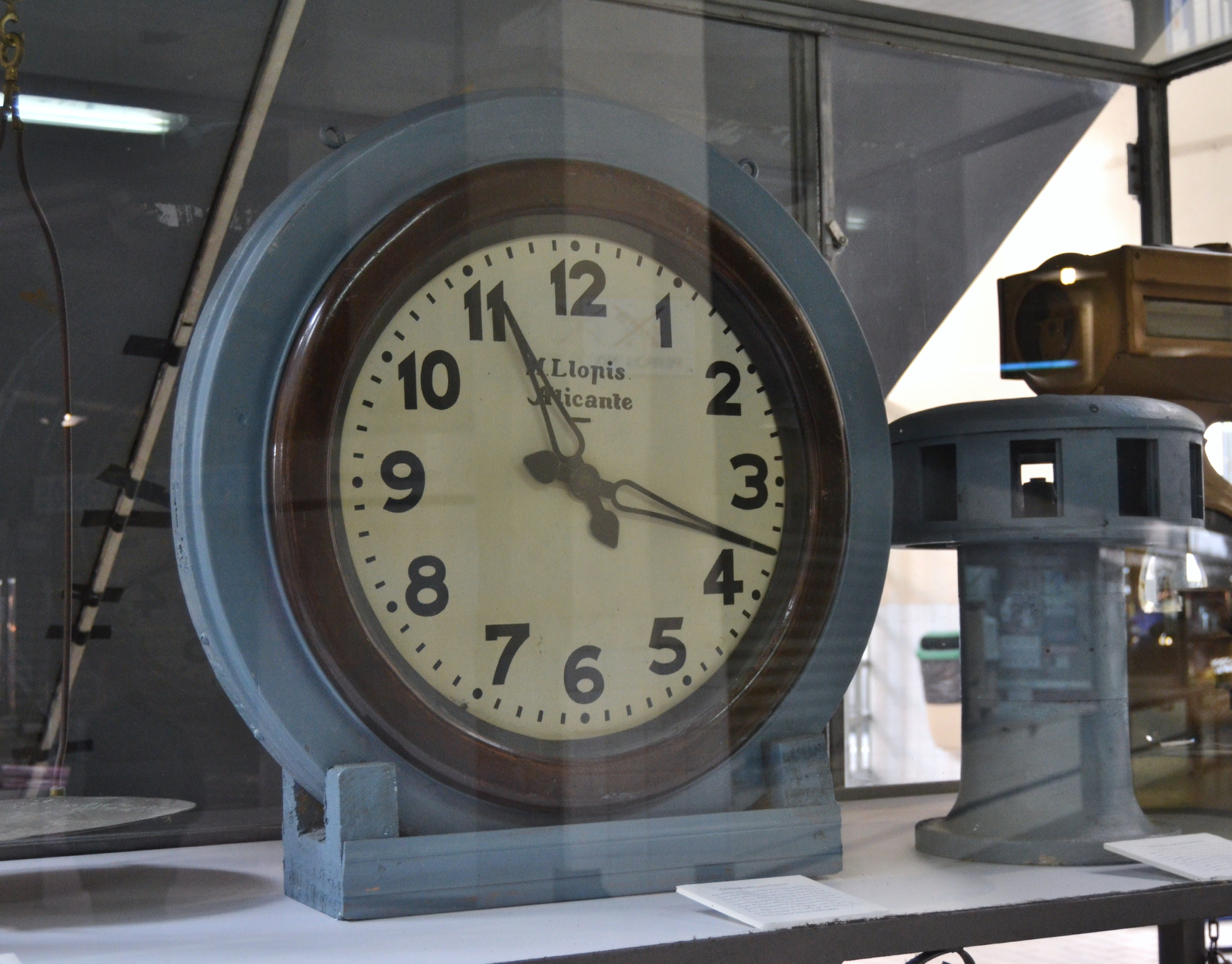
Rellotge del Mercat Central d'Alacant, amb les agulles aturades en l'hora dels fets (11:19 hores)
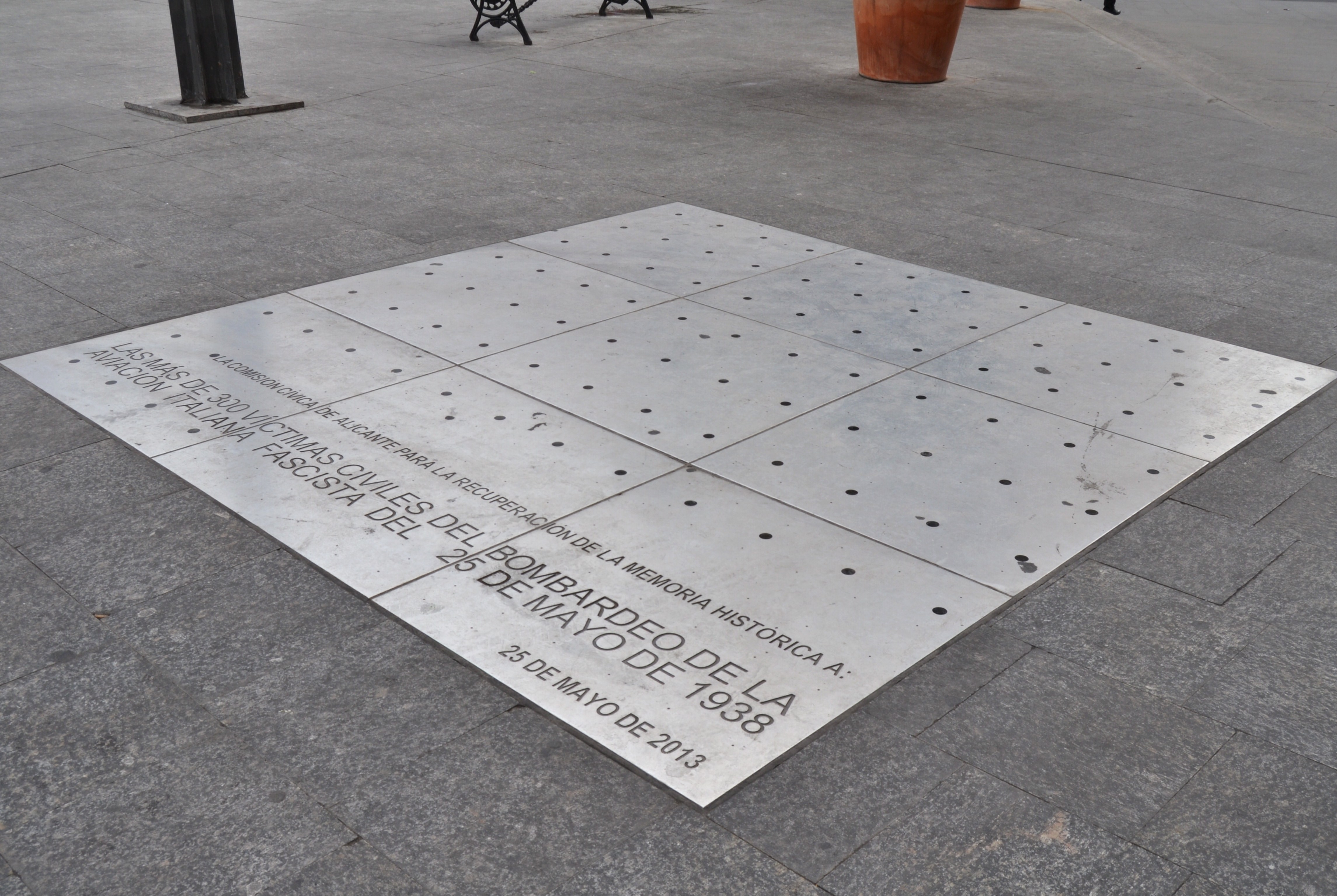
Monument i inscripció en castellà a les víctimes de l'atac

Després de diverses sol·licituds desestimades per canviar el nom de la plaça, el 29 de març de 2010 la Comissió de govern va aprovar el canvi de denominació de la plaça del Mercat, passant a anomenar-se des d'eixe dia plaça del Vint-i-cinc de Maig, com s'havia sol·licitat per l'associació Alicante Vivo.